# 483 a.C.
Il 483 a.C. (CDLXXXIII a.C. in numeri romani) è un anno  del V secolo a.C.

## Eventi
- Grecia
  - L'arconte ateniese Temistocle si rende conto che i greci devono essere in grado di battere i persiani in mare. Per attuare questa strategia, tuttavia, Atene ha bisogno di molte più navi da guerra (vale a dire le triremi specializzate di nuova concezione) rispetto alle 70 di cui dispone. Temistocle è inizialmente contrastato da altri leader ateniesi. Tuttavia, quando le miniere d'argento statali di Laurium diventano il luogo di un ricco sciopero, Temistocle convince l'assemblea, invece di "dichiarare un dividendo", a destinare l'intero surplus all'aumento della marina fino a 200 navi proposte.

- Roma: 
  - consoli Marco Fabio Vibulano e Lucio Valerio Potito.
  - Comincia la prima guerra tra Roma e Veio, che si concluderà nel 474 a.C.,al termine della quale i Veienti conquistano Fidene

## Nati
Gorgia sofista e retore greco

## Morti
- Gautama Buddha, al secolo Siddhārtha Gautama entra nel parinirvāṇa a Kuśināgara.